# Végh-Quartett
Das Végh-Quartett war ein 1940 gegründetes und 1980 aufgelöstes ungarisches Streichquartett. Das Quartett hatte seinen Sitz zunächst in Budapest, bis es im Jahr 1946 Ungarn verließ und sich in Paris niederließ. Es wurde über all die Jahre durch den Violinisten Sándor Végh geleitet. Das Végh-Quartett gehörte zu den bedeutendsten Kammermusikensembles seiner Zeit. Es wurde besonders bekannt für die Einspielungen seiner jeweils zwei Beethoven- (1952 Mono, 1972–1974 Stereo) und Bartók-Zyklen.

## Geschichte
1946 gewann das Quartett beim Genfer Wettbewerb den 1. Preis. 1972 schickte die NASA eine der Aufnahmen des Végh-Quartettes ins All.
Neben den beiden in der Einleitung genannten Zyklen führte das Quartett zahlreiche Haydn-Quartette sowie Mozart-, Schumann-, Brahms- und Debussy-Stücke auf beziehungsweise spielte solche ein. Das Végh-Quartett spielte Uraufführungen von Karl Amadeus Hartmann (Streichquartett Nr. 1 1946, Nr. 2 1949), Sándor Veress (Konzert für Streichquartett und Orchester 1962) und Pierre Wissmer (Streichquartett Nr. 2 1949).
Das Végh-Quartett war eines der besten Streichquartette der Mitte des 20. Jahrhunderts. Sein Stil entwickelte sich durch die personelle Konstanz über 38 der 40 Jahre seines Bestehens hinweg natürlich und auf sehr subtile Weise bis in das Jahr 1978. In den 1960er und 1970er Jahren erlebte das Ensemble eine regelrechte künstlerische Blüte, obwohl der Leiter Sándor Végh parallel eine Dirigentenkarriere entwickelte und als Musikpädagoge in der Schweiz, in Österreich und in Deutschland tätig wurde. Das Ensemble ging in dieser Zeit weiter auf Tourneen und spielte erfolgreich zahlreiche Aufnahmen ein. 1978 verließen Sándor Zöldy und Georges Janzer die Gruppe und wurden durch den Violinisten Philipp Naegele und den Bratschisten Bruno Giuranna ersetzt. Végh übernahm im selben Jahr eine Dirigentenstelle bei der Salzburger Camerata Academica. Zwei Jahre später löste sich die Gruppe dann auf.

## Besetzung
- 1. Violine: Sándor Végh (1940–1980)
- 2. Violine: Sándor Zöldy (1940–1978), Philippe Naegele (1978–1980)
- Bratsche: Georges Janzer (1940–1978), Bruno Giuranna (1978–1980)
- Violoncello: Paul Szabó (1940–1980)